# Metastenoniscus osellai
Metastenoniscus osellai là một loài chân đều trong họ Stenoniscidae. Loài này được Taiti & Ferrara miêu tả khoa học năm 1981.